# توماس يوهانسون (لاعب كرة قدم)
توماس يوهانسون (20 ديسمبر 1961 بباراناغوا في البرازيل - ) هو لاعب كرة قدم سويدي في مركز الهجوم. لعب مع نادي مالمو.

## وصلات خارجية
- توماس يوهانسون على موقع قاعدة بيانات كرة القدم.إي يو (الإنجليزية)